# Aeronautica militare della Repubblica di Singapore
La Angkatan Udara Republik Singapura (in cinese semplificato 新加坡空军部队; in tamil சிங்கப்பூர் ஆகாயப்படை), spesso abbreviata in RSAF,  è l'aeronautica militare della Repubblica di Singapore, parte integrante delle forze armate della Repubblica di Singapore.
Fu fondata originariamente nel 1968 come Singapore Air Defence Command (SADC) e ribattezzata col nome attuale nel 1975. L'RSAF opera attualmente 4 basi principali: Tengah Air Base, Paya Lebar Air Base, Changi Air Base, Sembawang Air Base.

## Aeromobili in uso
Sezione aggiornata annualmente in base al World Air Force di Flightglobal del corrente anno. Tale dossier non contempla UAV, aerei da trasporto VIP ed eventuali incidenti accorsi durante l'anno della sua pubblicazione. Modifiche giornaliere o mensili che potrebbero portare a discordanze nel tipo di modelli in servizio e nel loro numero rispetto a WAF, vengono apportate in base a siti specializzati, periodici mensili e bimestrali. Tali modifiche vengono apportate onde rendere quanto più aggiornata la tabella.
| Aeromobile                           | Origine             | Tipo                                                              | Versione (denominazione locale)               | In servizio (2024) | Note | Immagine             |
| Aerei da combattimento               |                     |                                                                   |                                               |                    | |                      |
| Boeing F-15 Strike Eagle             | Stati Uniti         | cacciabombardiere                                                 | F-15SG                                        | 40                 | 40 esemplari ordinati in più tranche tra il 2005, il 2010 e il 2014 con il Programma Peace Carvin V. |                      |
| Lockheed Martin F-16 Fighting Falcon | Stati Uniti         | caccia multiruoloconversione operativacaccia biposto multiruolo   | F-16C Block 52 F-16D Block 52 F-16D Block 52+ | 1920               | 4 F-16A block 15 OCU più 4 F-16B block 15 OCU ordinati nel 1985 con il programma "Peace Carvin I", consegnati a partire dal 1988. 2 ulteriori esemplari furono ordinati per sostituire uno degli aerei persi durante la consegna. Sette degli otto F-16A/B sono stati ceduti alla Thailandia nel 2005. 8 F-16C block 52 più 10 F-16D block 52 ordinati nel 1994 con il programma "Peace Carvin II". Con il programma "Peace Carvin III" del 1997 furono ordinati 10 F-16C block 52 più 2 F-16D block 52. Nel 2000 furono ordinati 20 biposto F-16D (con carenatura dorsale atta ad accogliere ulteriore elettronica) con il programma "Peace Carvin IV". In totale sono stati consegnati 62 esemplari. Nel 2015, fu annunciato che a partire dal 2016, i 60 aerei in servizio sarebbero stati sottoposti ad un ampio upgrade. Potenziamento delle capacità di attacco al suolo ognitempo con l'adozione di nuove armi di precisione tra cui le LJDAM. Moderni sistemi d'arma per l'impiego aria-aria, che consentono l'ingaggio di un più ampio spettro di minacce entro il raggio visivo, ed aggiornamento del sistema di comunicazione via data link. Un F-16C è stato perso l'8 maggio 2024. |                      |
| Lockheed Martin F-35 Lightning II    | Stati Uniti         | cacciabombardiere multiruolocacciabombardiere a decollo verticale | F-35AF-35B                                    | 0                  | 12 F-35B selezionati nel 2019, accordo siglato nel marzo 2020 per soli 4 F-35B (più un'opzione per ulteriori 8 aerei) con consegne previste tra il 2025 e il 2026. Ulteriori 8 F-35B ordinati nel 2023. 8 F-35A ordinati a marzo 2025. |                      |
| Aerei AEW e AWACS                    |                     |                                                                   |                                               |                    | |                      |
| Gulfstream G550 CAEW                 | Stati Uniti Israele | AWACS                                                             | G550 CAEW                                     | 4                  | 4 G550 CAEW acquistati nel 2007 e consegnati a partire dal febbraio 2009. |                      |
| Aerei da pattugliamento marittimo    |                     |                                                                   |                                               |                    | |                      |
| Fokker F50 MPA Enforcer              | Paesi Bassi         | pattugliamento marittimo                                          | F50 Mk.2S MPA                                 | 5                  | 5 F50 MPA Enforcer Mk.2 consegnati a partire dal 1994. |                      |
| Aeromobili a pilotaggio remoto - UAV |                     |                                                                   |                                               |                    | |                      |
| IAI Heron                            | Israele             | UAV                                                               | Heron I                                       | 10                 | 10 Heron I ordinati nel 2010 e ricevuti a partire dal 2012. |                      |
| Elbit Hermes 450                     | Israele             | UAV                                                               | Hermes 450                                    | 12                 | 12 Hermes 450 ricevuti a partire dal maggio del 2007. |                      |
| Aerei per rifornimento in volo       |                     |                                                                   |                                               |                    | |                      |
| Airbus A330 MRTT                     | Unione europea      | rifornimento in volo                                              | A330 MRTT                                     | 6                  | 6 A330 MRTT ordinati nel 2014, con consegne iniziate il 14 agosto 2018 con la consegna del primo esemplare. |                      |
| Lockheed KC-130 Hercules             | Stati Uniti         | rifornimento in volo                                              | KC-130B                                       | 5                  | 5 KC-130B in servizio al dicembre 2021. |                      |
| Aerei da trasporto                   |                     |                                                                   |                                               |                    | |                      |
| Lockheed C-130 Hercules              | Stati Uniti         | trasporto                                                         | C-130H                                        | 5                  | 5 C-130H in servizio al dicembre 2021. |                      |
| Fokker F50                           | Paesi Bassi         | trasporto VIP                                                     | F50UTL                                        | 4                  | 4 F50UTL acquistati nel 1994. |                      |
| Aerei da addestramento               |                     |                                                                   |                                               |                    | |                      |
| Alenia Aermacchi M-346 Master        | Italia              | aereo da addestramento                                            | M-346A                                        | 12                 | 12 M-346A ordinati il 28 settembre 2010 e consegnati tra il 2012 e il 2014. Il primo esemplare è stato consegnato il 6 agosto 2012. Il dodicesimo ed ultimo esemplare è stato consegnato a settembre 2014. |                      |
| Pilatus PC-21                        | Svizzera            | aereo da addestramento                                            | PC-21                                         | 19                 | 19 PC-21 ordinati a novembre 2006 con consegne iniziate nel 2008. |                      |
| Elicotteri                           |                     |                                                                   |                                               |                    | |                      |
| Boeing AH-64 Apache                  | Stati Uniti         | Elicottero d'attacco                                              | AH-64D                                        | 18                 | 20 AH-64D (8 dei quali dotati del radar di tiro Longbow) ordinati tra il 1999 e il 2001 con il programma Peace Vanguard. |                      |
| Eurocopter AS 332 Super Puma         | Francia             | SAR                                                               | AS 332M Super PumaAS 532UL Cougar             | 1712               | 22 AS 332M1 Super Puma ricevuti a partire dal 1983. 13 AS 532UL acquistati nel 1996. |                      |
| Airbus H225M                         | Unione europea      | C/SAR                                                             | H225M                                         | 13                 | 16 H225M ordinati a novembre 2016. Il primo esemplare è stato consegnato il 29 marzo 2021. |                      |
| Boeing CH-47 Chinook                 | Stati Uniti         | elicottero da trasporto pesante                                   | CH-47DCH-47SDCH-47F                           | 6101               | 6 CH-47D consegnati a partire dal 1994, ed operativi, fino al 2016, presso il "Redmond Taylor" Army Helicopters di Dallas, nel Texas, nell'ambito del programma di collaborazione "Peace Prairie", ma prossimi alla radiazione. Restano ancora in servizio, ma a breve termine, i 10 CH-47SD ricevuti ed operativi sulla base di Sembawang dal 1998. 16 nuovi CH-47F ordinati nel 2016, il primo dei quali è stato consegnato il 3 giugno 2021. A febbraio 2022 è stato deciso di non ritirare i 10 CH-47SD, consentendo, con l'arrivo dei 16 CH-47F, di avere 26 Chinook. |                      |
| Sikorsky S-70 Seahawk                | Stati Uniti         | elicottero antisommergibile                                       | S-70B                                         | 8                  | 8 S-70B Seahawk acquisiti tra il 2011 e il 2013. |                      |
| Eurocopter EC 120 Colibri            | Francia             | elicottero da addestramento                                       | EC 120B                                       | 5                  | 5 EC 120B ordinati a novembre 2005 e consegnati a partire dal 2006. | su pantip.com (JPG). |

## Aeromobili ritirati
- IAI Searcher
- Boeing KC-135R Stratotanker - 4 esemplari (2000-2019).[1][20][24][45]
- Grumman E-2C Hawkeye - 4 esemplari (1987-2010)[1]
- Northrop F-5E Tiger II - 28 esemplari (1979-2015)[46][47]
- Northrop RF-5E Tiger II - 8 esemplari (1990-2015)[46][47]
- Northrop F-5F Tiger II - 6 esemplari (1979-2015)[46][47]
- General Dynamics F-16A Fighting Falcon - 4 esemplari (1988-2004)[1][10]
- General Dynamics F-16B Fighting Falcon - 4 esemplari (1988-2004)[1][10]
- ST Aerospace A-4SU/TA-4SU Super Skyhawk - 150 esemplari (1974-2005)[1][48]
- Hawker Hunter - 47 esemplari (1970-1992)[1]
- BAC Strikemaster - 16 esemplari (1970-1984)[1]
- BAC Jet Provost - ritirati nel 1980.
- Aérospatiale SA 316B Alouette III - 8 esemplari (1969-1978)[49]
- Short SC.7 Skyvan - ritirati nel 1993.
- Cessna 172K - 10 esemplari (1968-1972)[1]
- Lockheed T-33 Shooting Star - ritirati nel 1985.
- SIAI-Marchetti SF.260M - 16 esemplari (1971-1999)[50]
- SIAI-Marchetti SF.260W - 12 esemplari (1979-1999)[50]
- SIAI-Marchetti S.211 - ritirati nel 2008.[51]
- Bell 212
- Bell UH-1H Huey

## Difesa aerea
| Sistema                      | Origine     | Tipo                                 | Versione (denominazione locale) | In servizio | Note |
| MIM-23B I-Hawk               | Stati Uniti | Missile terra-aria                   |                                 | 500         |      |
| MBDA Mistral                 | Francia     | Missile terra-aria - MANPADS         |                                 |             |      |
| Rapier Mk II                 | Regno Unito | Missile terra-aria                   |                                 |             |      |
| 9K38 Igla                    | Russia      | Missile terra-aria - MANPADS         |                                 |             |      |
| M113A2 Ultra Mechanised Igla | Singapore   | Missile terra-aria mobile - (SHORAD) |                                 |             |      |
| RBS 70                       | Svezia      | Missile terra-aria - MANPADS         |                                 |             |      |
| Cadillac Gage V-200 RBS 70   | Singapore   | Missile terra-aria mobile - (SHORAD) |                                 |             |      |
| Oerlikon GDF                 | Svizzera    | Armi contraerei                      |                                 |             |      |
| Ericsson GIRAFFE             | Svezia      | Radar mobile                         |                                 |             |      |